# 팔성입민
팔성입민(八姓入閩)은 과거 서진(西晉) 영가의 난(311) 때 중원 사람들이 전쟁을 피해 중부 복건성(福建省, 현재의 푸젠성)으로 남하했다는 전설을 말한다. 팔성은 임(林), 진(陳), 황(黃), 정(鄭), 첨(詹), 구(丘), 하(何), 호(胡) 8개의 성을 가리킨다. 역사에서는 이를 '의관남도(衣冠南渡), 팔성입민'이라고 칭한다.
팔성입민은 당(唐) 이후에 등장한 설로, 고대에는 일반적으로 인정되지 않았으며 중원의 귀족이 자기 얼굴에 금을 바르는 행위로 여겨졌다. 현재 대부분의 학자들은 팔성입민이 역사적 사실이 아니라, 후대에 만들어진 것이라고 믿고 있다. 비록 여기에는 의문이 제기되지만, 이 기록은 최소한 영가(永嘉) 연간에 대규모 북방 한인이 복건으로 피난하였다는 사실을 반영할 수 있다.